# Чернавське
Черна́вське (рос. Чернавское) — село у складі Притобольного району Курганської області, Росія. Адміністративний центр Чернавської сільської ради.
У період 1924-1926 років село було центром Чернавського району.
Населення — 549 осіб (2010, 664 у 2002).
Національний склад станом на 2002 рік:
- росіяни — 95 %